# 三好武夫
三好 武夫（みよし たけお、1907年2月17日 - 1986年5月26日）は、日本の経営者。安田火災海上保険社長を務めた。

## 経歴
愛媛県松山市出身。1930年に東京帝国大学法学部政治学科を卒業し、同年に東京火災海上保険(のちの安田火災海上保険)。1956年6月に取締役に就任し、1958年6月に常務を経て、1963年1月に社長に就任した。1980年7月に会長を経て、1984年2月から同年7月までに名誉会長を務めた。

1970年10月に藍綬褒章を受章し、1977年4月に勲二等瑞宝章を受章した。
1986年5月26日、急性心筋梗塞のために死去。79歳没。